# Об'єднані збройні сили НАТО
Об'єднані збройні сили НАТО (англ. NATO Allied Forces) — коаліційні збройні сили країн-учасниць Організації Північноатлантичного договору. Створені відповідно до рішення 5-ї сесії Північноатлантичної ради НАТО у вересні 1950 року з метою захисту від можливої агресії СРСР і країн новоствореної Організації Варшавського договору.
Із закінченням «холодної війни» у 1991 році, а також унаслідок меншої імовірності виникнення повномасштабної війни, була прийнята нова стратегічна концепція, яка передбачає створення багатонаціональних оперативних сил у тому числі з країн, що не входять до Альянсу.

## Основні напрямки ОЗС НАТО
Основні напрямки розвитку об'єднаних збройних сил НАТО визначаються положеннями чинної стратегічної концепції блоку, прийнятої в Лісабоні у 2010 році. У документі зазначено загрози і виклики, що є актуальними у довгостроковій перспективі:
- загроза нападу на країн-учасниць Північноатлантичного альянсу;
- розповсюдження ядерної зброї та інших видів зброї масового ураження;
- міжнародний тероризм;
- нестійкість військово-політичної обстановки в окремих регіонах і країнах;
- загроза у сфері кібербезпеки;
- злочинна діяльність екстремістських угруповань;
- залежність від іноземних постачальників енергоносіїв і держав, які володіють транзитно-розподільними мережами;
- розвиток лазерної зброї, засобів радіоелектронної боротьби та інших технологій;
- екологічна загроза[3].

## Структура ОЗС НАТО
На сьогодні структура органів військового управління ОЗС НАТО складається з трьох рівнів: стратегічного, оперативно-стратегічного та оперативного. До складу ОЗС НАТО входять 11 командувань та штабів, розташованих в Європі та Північній Америці.

### Стратегічний рівень
На стратегічну рівні функціонують два командування: командування НАТО з операцій (СКО) і Командування ОЗС НАТО з питань трансформації (КПТ).
Стратегічне командування НАТО з операцій відповідає за оперативне планування і загальне керівництво об'єднаними силами у ході операцій і навчань Альянсу, організацію обліку та розвитку можливостей об'єктів інфраструктури ОЗС Альянсу, а також за контроль стану боєготовності військових формувань країн-учасниць.
Командування очолює верховний головнокомандувач з числа генералів (адміралів) американських збройних сил, що займає цей пост за сумісництвом з посадою командувача об'єднаним командуванням ЗС США в Європейській зоні.
Стратегічне командування НАТО з операцій складається з шести управлінь: управління кадрами, оперативно-розвідувального управління, управління воєнної політики та розвитку військових можливостей, управління військового співробітництва, управління оцінки бойової готовності, управління всебічного забезпечення).
Командування НАТО зі стратегічних досліджень несе відповідальність за розробку концепцій та застосування ОЗС Альянсу, проводить дослідження у сфері ведення бойових дій, а також координує військово-технічну політику країн-учасників. Комадування очолює французький генерал (адмірал). Організаційно-штатна структура командування зі стратегічних досліджень складається з п'яти управлінь: управління стратегічного планування та військової політики; управління наукових досліджень та військової освіти; управління матеріально-технічного забезпечення; управління вдосконалення бойових можливостей збройних сил НАТО; управління оперативної та бойової підготовки.

### Оперативно-стратегічний рівень
На оперативно-стратегічному рівні функціонує три коаліційні органи управління, які безпосередньо підпорядковані Стратегічному командуванню НАТО з операцій: Об'єднане командування ОЗС НАТО Брюнсум, Об'єднане командування ОЗС НАТО Неаполь і Об'єднане командування ОЗС НАТО Норфолк.
До структури об'єднаного командування ОЗС НАТО Брюнсум входить командування, адміністративний відділ і штаб, який складається з трьох управлінь: управління узагальнення досвіду бойових дій, оперативного управління і управління всебічного забезпечення. Очолює посаду головнокомандувача представник збройних сил Німеччини.
В інтересах командування Брюнсум діють дві оперативні групи, які призначені для формування передових мобільних органів управління. Залежно від проведення операцій та місій в різних регіонах світу визначаються тимчасові райони оперативних інтересів, зокрема для об'єднаного командування ОЗС Брюнсум — це Афганістан та Ірак.
На об'єднані командування ОЗС НАТО Норфолк і Неаполь покладено відповідальність за підготовку оперативного складу військово-морських сил для розгортання та функціонування міжвидового штабу ОЗС НАТО. Очолюють командування вищі офіцери ВМС США, що мають звання адмірала чи віце-адмірала.

### Оперативний рівень
На оперативному рівні функціонує три командування: Об'єднане командування ОСВ НАТО, Об'єднане командування ВПС НАТО, Об'єднане командування ВМС НАТО, головними завданнями яких є проведення наземних, повітряних і морських операцій.
Об'єднане командування ОСВ НАТО забезпечує взаємодії сухопутних військ НАТО. Командування підпорядковується безпосередньо Верховному головнокомандувачу ОЗС НАТО в Європі та є провідним з питань сухопутних операцій в рамках Альянсу та відповідає за забезпечення швидкого розгортання сухопутного командування в спільних операціях.
Об'єднане командування ВПС НАТО є центральним командуванням усіх повітряних сил НАТО. Командувач Об'єднаного командування ВПС є головним радником Альянсу з питань авіації.
Об'єднане командування ВМС НАТО забезпечує взаємодію морськими силами НАТО, відповідає за планування і проведення всіх морських операцій НАТО. Командування підпорядковується безпосередньо Верховному головкому ОЗС НАТО в Європі.

## Склад збройних сил НАТО
| - Збройні сили Албанії - Збройні сили Бельгії - Збройні сили Болгарії - Збройні сили Великої Британії - Збройні сили Греції - Збройні сили Данії - Збройні сили Естонії - Збройні сили Ісландії | - Збройні сили Іспанії - Збройні сили Італії - Збройні сили Канади - Збройні сили Латвії - Збройні сили Литви - Збройні сили Люксембургу - Збройні сили Нідерландів - Збройні сили Німеччини | - Збройні сили Норвегії - Збройні сили Македонії - Збройні сили Польщі - Збройні сили Португалії - Збройні сили Румунії - Збройні сили Словаччини - Збройні сили Словенії - Збройні сили США | - Збройні сили Туреччини - Збройні сили Угорщини - Збройні сили Фінляндії - Збройні сили Франції - Збройні сили Хорватії - Збройні сили Чехії - Збройні сили Чорногорії - Збройні сили Швеції |